# Nilse Hullet
Nilse Hullet ist eine kleine Bucht an der Südküste Südgeorgiens. Sie liegt 2,5 km südwestlich der Cheapman Bay und 1,5 km ostnordöstlich der Samuel-Inseln.
Der South Georgia Survey kartierte sie bei seiner von 1951 bis 1957 durchgeführten Vermessungskampagne. Benannt wurde sie vermutlich von norwegischen Wal- oder Robbenfängern. Der genaue Benennungshintergrund ist nicht überliefert.